# Mihălășeni
Mihălăşeni é uma comuna romena localizada no distrito de Botoşani, na região de Moldávia . A comuna possui uma área de 63.80 km² e sua população era de 2394 habitantes segundo o censo de 2007.